# 역경
《역경》(易經)은 유학(儒學)에서 삼경 가운데 하나이며, 세계 변화에 관한 원리를 기술한 책이라 일컫는다. 《주역(周易)》이라고도 한다. 한편 주나라 시대 십익을 더해서 주역이라고 부른다는 점에서 역경은 순전히 64괘를 가리키기도 한다. 쓴 연대는 대략 동주 시대 이전으로 추정한다.
도교에서도 이를 경전으로 삼은 바 있고 또한 역사적으로 동서양, 여러 분야에서 응용을 위해 이를 참고한바 있다.

주례에 의하면, 삼역(三易) 가운데 하나다.
고대 중국에서는 나라마다 역(易)이 있었으니 주나라 역을 주역이라 했다 . 

## 개요
고대(古代)에 거북의 배딱지나 짐승의 뼈로 치는 점(占)은 그것들을 불에 구웠을 때 생긴 금(線)을 판단의 재료로 하여 길흉을 점치는 것이다. 또한 갑골문이 복서(卜筮)에 사용되었다. 주대(周代)에는 서죽(筮竹)을 써서 길흉을 점치는 방법이 행해졌다. 이러한 점(占)의 말이나 점법의 정신을 해설한 것이 《역경(易經)》이다. 주 대의 점서(占書)라는 데서 《주역(周易)》이라고도 호칭한다.
서죽을 조작해 남은 수가 홀수일 때는 양(陽), 즉 ⚊, 짝수일 때는 음(陰), ⚋이라 하여, 그것을 세 번 반복해 괘(卦)의 상(象)을 얻는다. ⚊인지 ⚋인지 결정하고 세 번 반복해 얻는 여덟 가지 조합을 팔괘라고 한다. 건(乾), 곤(坤), 진(震), 손(巽) 등이 그것이다. 8괘를 알맞게 둘씩 조합하여 조합의 가능 한계인 64괘를 얻는다. 이 64괘 각자의 설명을 괘사(卦辭)라 하고, ⚊이나 ⚋을 각각 효(爻)라고 하거니와, 이 효를 설명한 글을 효사(爻辭))라고 한다. 이 괘사와 효사를 《역경(易經)》의 경(經)이라고 한다. 경의 해석이나 역(易)의 정신을 표기한 것을 10익(十翼)이라고 한다.
그런 말을 신비화시키고 권위를 부여하려고 괘사(卦辭)는 주의 문왕(文王)이 지었고, 효사(爻辭)는 주공이 지었고, 십익(十翼)은 공자가 지었다고 전해지지만, 괘사나 효사는 고대부터 오랜동안 점(占)과 관련하여 전문가들 사이에서 생겨 고정된 것으로, 특정한 작자를 생각할 수는 없으므로, 신빙성이 없다. 오늘날은 이들이 동주(東周)의 후기에서 기원전 403년 이후 전국시대 사이에 체제가 갖추어졌다고 간주한다.  다만  주역의 내용으로 미루어보아  '신분제도'나 절대적인 '신'의 존재 , 당시의 물정 등이 전제되고 있음을 확인할 수 있다.
일찍이 정약용은 한서 예문지에서 '복희가 8괘를 그리고, 문왕이 64괘를 그렸다'는 기록에 대해 이들 간의 시간차가 수천년일 수 있다는 점을 거론한 바 있다.

## 주역의 철학상 요소

### 태극
태극(太極)은 스스로 움직이지 않으나 삼라만상을 움직이게 하는 끝없는 우주의 순환 원리로, 이를 인격화하면 신이다.

### 음양
태극은 음양(陰陽)으로 양분되는데, 양은 하늘, 남자, 광명, 위, 해, 강인, 정신, 불 등을 나타내고, 음은 땅, 여자, 암흑, 아래, 달, 유약, 육체, 물 등을 나타낸다.

### 사상
음양은 음과 양으로 다시 양분되어 사상(四象)이 이루어진다.
- 태양 - 양으로서 양으로 작용하는 것
- 소음 - 양으로서 음으로 작용하는 것
- 소양 - 음으로서 양으로 작용하는 것
- 태음 - 음으로서 음으로 작용하는 것

사상의학이 이를 참고한바 있다.

### 팔괘
사상이 음과 양으로 다시 양분되어 팔괘가 된다. 그 이름과 뜻은 다음과 같다.
|   | 괘 | 이진수 | 이름    | 뜻   | 자연     | 방위 | 가족   | 신체 |
| - | -- | ------ | ------- | ---- | -------- | ---- | ------ | ---- |
| 1 | ☰  | 111    | 건 (乾) | 건실 | 하늘(天) | 북서 | 아버지 | 머리 |
| 2 | ☱  | 110    | 태 (兌) | 기쁨 | 연못(澤) | 서   | 삼녀   | 입   |
| 3 | ☲  | 101    | 리 (離) | 리별 | 불(火)   | 남   | 차녀   | 눈   |
| 4 | ☳  | 100    | 진 (震) | 변동 | 번개(雷) | 동   | 장남   | 발   |
| 5 | ☴  | 011    | 손 (巽) | 따름 | 바람(風) | 남동 | 장녀   | 다리 |
| 6 | ☵  | 010    | 감 (坎) | 험난 | 물(水)   | 북   | 차남   | 귀   |
| 7 | ☶  | 001    | 간 (艮) | 중지 | 산(山)   | 북동 | 삼남   | 손   |
| 8 | ☷  | 000    | 곤 (坤) | 유순 | 땅(地)   | 남서 | 어머니 | 배   |

팔괘(八卦)의 이진법에따른 효(爻) 추이(推移): ☷ ☶ ☵ ☴ ☳ ☲ ☱ ☰ 또는 ☷ ☳ ☵ ☱ ☶ ☲ ☴ ☰
팔괘(八卦)의 대칭(對稱)에따른 일효(一爻) 추이(推移): ☰ ☳ ☵ ☶,☱ ☲ ☴ ☷

### 대성괘
팔괘를 서로 겹쳐서 이루어지는 64괘를 대성괘(大成卦또는 중괘重卦)라고 하며, 주역의 본문을 구성하는 괘이다. 제1번 건괘에서 제30번 이괘까지가 상경이고, 우주의 선천적인 생성 원리를 상징한다. 제31번 함괘에서 제64번 미제괘까지는 하경이고, 인간의 후천적인 변화와 순환 과정을 상징한다. 아래는 이진법 순서에따른 64괘의 중복배열이다.
| 곤(坤):地   | 간(艮):山   | 감(坎):水   | 손(巽):風   | 진(震):雷   | 이(離):火   | 태(兌):澤   | 건(乾):天   | ←상괘 ↓하괘 |
| ----------- | ----------- | ----------- | ----------- | ----------- | ----------- | ----------- | ----------- | ----------- |
| 11.地天泰   | 26.山天大畜 | 5.水天需    | 9.風天小畜  | 34.雷天大壯 | 14.火天大有 | 43.澤天夬   | 1.乾爲天    | 건(乾):天   |
| 19.地澤臨   | 41.山澤損   | 60.水澤節   | 61.風澤中孚 | 54.雷澤歸妹 | 38.火澤睽   | 58.兌爲澤   | 10.天澤履   | 태(兌):澤   |
| 36.地火明夷 | 22.山火賁   | 63.水火既濟 | 37.風火家人 | 55.雷火豊   | 30.離爲火   | 49.澤火革   | 13.天火同人 | 이(離):火   |
| 24.地雷復   | 27.山雷頤   | 3.水雷屯    | 42.風雷益   | 51.震爲雷   | 21.火雷噬嗑 | 17.澤雷隨   | 25.天雷無妄 | 진(震):雷   |
| 46.地風升   | 18.山風蠱   | 48.水風井   | 57.巽爲風   | 32.雷風恒   | 50.火風鼎   | 28.澤風大過 | 44.天風姤   | 손(巽):風   |
| 7.地水師    | 4.山水蒙    | 29.坎爲水   | 59.風水渙   | 40.雷水解   | 64.火水未濟 | 47.澤水困   | 6.天水訟    | 감(坎):水   |
| 15.地山謙   | 52.艮爲山   | 39.水山蹇   | 53.風山漸   | 62.雷山小過 | 56.火山旅   | 31.澤山咸   | 33.天山遯   | 간(艮):山   |
| 2.坤爲地    | 23.山地剝   | 8.水地比    | 20.風地觀   | 16.雷地豫   | 35.火地晉   | 45.澤地萃   | 12.天地否   | 곤(坤):地   |

## 주역의 문헌상 요소

### 역경
역경은 64괘로 이루어졌으며 각 괘의 구성은 괘명(名),괘상(象),괘사(卦辭),효사(爻辭)의 4 단락을 갖추게 되었다. 관례적으로 역경의 앞부분 30괘를 역경의 상경이라하고 뒷부분 34괘를 하경으로 부른다.
| 第二十一卦 噬嗑               | 괘(卦) 이름   |
|                               | 괘 형상       |
| 噬嗑 亨。利用獄。             | 괘 사(辭)     |
| 初九 六二 九三 六四 九五 上六 | 효(爻) 사(辭) |

64괘의 괘는 상괘(上卦)와 하괘(下卦)로 이루어져있는데 각각 팔괘중 하나이다. 이러한 팔괘는 각각 세개의 효(爻)로 이루어져있고 괘들은 각기 총6개의 효를 갖고있다. 이때 효를 밑바닥에서부터 세며 초효(初爻),이효(二爻),삼효(三爻),사효(四爻),오효(五爻),상효(上爻)라고 부른다. 이때 ‘－’ 양효(陽爻)를 '구(九)'로 표기하고 ‘--’ 음효(陰爻)를 '육(六)'으로 표기한다.

## 주역
역경에 주나라시대의 주석으로 여겨지는 십익을 더해서 주역이라고 부른다.
| 第二十一卦 噬嗑                                 | 괘(卦) 이름                 |
|                                                 | 괘 형상                     |
| 噬嗑 亨。利用獄。 彖 象                         | 괘 사(辭) 단(彖) 대상(大象) |
| 初九 象 六二 象 九三 象 六四 象 九五 象 上六 象 | 효(爻) 사(辭) 소상 (小象)   |

- 제1건괘와 제2곤괘만 문언전(文言傳)이 있다. 이렇게 역경 상경과하경의 64괘에는 십익중 단전(彖傳)상(上),하(下) 그리고 대상과 소상 그리고 문언전 5편이 들어있다. 나머지5편(계사전 상,하 및 서괘전, 설괘전,잡괘전)은 별도로 구성된다.

### 역전
주요한 주석과 해설서는 다음과 같다(시대 순).
- 자하역전(子夏易傳) - 복상 주(注) 선진[10]
- 주역정의(周易正義)[11] - 저작자(著作者) 위(魏) 왕필(王弼)、진(晉) 한강백(韓康伯) 주(註)，당(唐) 공영달(孔穎達) 소(疏)
- 주역집해(周易集解) - 당[12]
- 동파역전(東坡易傳) - 소동파 주(注)  북송[13]
- 주역본의(周易本義) - 주희 주(注)   남송
- 주역정강성주(周易鄭康成註) 남송[14]
- 주역천진(周易闡真) - 청대[15]
- 주역사전(周易四箋) - 다산 정약용 주(注) 1808년 완성 (조선)[16][17]

### 해석하는 방법
주역은 일반으로 난해하다고 간주되는데, 역경의 해석문이 은유를 이용하여 쓰여졌기 때문이다. 이 은유를 현실에 맞게 읽는 방법에서 크게 두가지 방법이 흥행했는데, 상수역과 의리역으로 나뉜다. 상수역은 주역이 우주 전체의 원리를 포괄한다고 사상에 입각해서 해석하며, 해석문보다는 음양의 중첩으로 이루어진 괘의 기호학적 해석에 중점을 둔다. 의리역은 주역이 군자의 수양에 대한 내용만을 다룬다는 대전제 아래, 괘의 기호학적 해석보다는 해석문의 유교적 해석에 중점을 둔다. 이 두 가지 방법은 여러 가지 변형 방법을 낳으면서 발전했는데, 상수역이 의리역의 방법의 일부를 수용하기도 하고, 의리역이 상수역에 영향받기도 하면서 발전했다.
이 두 가지 방법 이외에도 불교나 도교에서 각자의 교리에 맞게 해석한 방법이 발전했지만, 유교의 상수역이나 의리역만큼은 발전하지 못하였다. 근대에 들어서서 유교의 입지가 줄어들었다. 특히 주역의 입지는 더욱 더 좁아졌는데, 그 이유는 미신적인 요소가 가미되었다고 생각되었기 때문이다. 현대에 들어서는 의리역이나 상수역 같은 고전적인 해석보다는 객관적이고 대상을 파악할 때 직감이 아니라 개념, 판단, 추리 따위를 들어 밝혀 가는 해석 방법이 새롭게 제기된다. 예컨대 주역을 상나라의 역사로 보는 방법, 주역은 점쟁이의 공리공론에 불과하다는 입장 등 다양한 방법이 제기된다.

### 정약용
다산 정약용은 본인의 저서 주역사전(周易四箋)에서 기호학적이라고 할만한 해석법을 제시한바있다. 예를 들어 역경(易經)의 상경(上輕) 30괘와 하경(下經) 34괘에 대해 상경 30괘중 중괘(重卦)의 상괘(上卦)와 하괘(下卦)가 기호적으로 온전히 역전하는 반괘(反卦)를 제시하였다. 이로써 상경에서 반괘가 없는 6괘를 제외하면 24괘가 남고 반괘를 정리하면 절반인 12괘가 남게된다. 합하면 이로써 상경은 18괘가 된다. 하경 또한 반괘가 없는 2괘를 제외하면 반괘있는 32괘에서 절반인 16괘로 정리되고 합하여 18괘가 되어 상경과 하경이 온전히 대칭을 이룬다는 것이다.
또한 정약용은 역경을 폭넓게 해석하는데 있어서 기호학적이고 구조적인 면을 강조하는 추이(推移),삼역(三易 -괘의 교(交),역(易)반(反)의 재배열방법) ,효변(爻變)들을 사용해 64괘들간의 상호 연관성과 재배열 그리고 재구성에 대해 깊이 연구하였다.
예를 들면 정약용은 건괘와 곤괘로부터 벽(辟)하여 12괘를 유도하고 이 12벽괘로 다시 연(衍)하는 50연괘로 괘상이 변화되어 총64괘가 서로 연관되어있는바를 설명하고있는데 이는 벽(辟)하고 연(衍)하는 원리인 추이(推移)하는 법을 그의 저서 주역사전에서 기록하고 있다. 또한 정약용의 주역사전에서는 중괘(重卦)를 이루는 2괘의 단괘(單卦)들이 그러한 추이(推移)하는 것과는 다른 시각인 중괘를 이루고있는 효(爻) 하나하나가 변화하는 효변(爻變)으로도 64괘들이 서로 연관되어있는바를 설명하고있는데 정약용은 이어서 이러한 괘(卦)수준의 주역과 효(爻)수준의 주역을 서로 연관시키는바를 한층 짜임새있게 설명하고 있다.이에 의하면 64괘는 동일한 연장선상에서 서로 하나로 연결되어있게된다.

## 주역 계사전
〈계사전〉은 고대 중국 사회에서 점서 일종으로서 기능해 온 《주역》이 새롭게 해석될 토대를 제공했다. 즉 〈계사전〉은 《주역》의 난해하고 심원한 세계로 이끌어 줄 철학성·총론성 글인 셈이다.
〈계사전〉의 저자와 관련해서는 여러 이설이 있다. 전통적으로 공자가 〈십익〉을 지었다고 하나, 송대 이후 학자들 간에 그 진위 논쟁이 끊임없이 이어져 왔다. 그중에는 〈계사전〉이 전국 말에서 한 초에 걸쳐 여러 학인의 손을 거쳐 쓰인 것이라는 설도 있다. 〈계사전〉이 담는 사상의 폭과 깊이에는 방대한 학식과 통찰력이 있다고 주장된다.
〈계사상전〉과 〈계사하전〉으로 나뉘는데, 이는 중국의 예로부터 이어져 내려오는 체용(體用)적 사유에 의거한 것이다. 즉 〈계사상전〉(체)이 형이상적이고 본체론적 내용을 주로 담는다면, 〈계사하전〉(용)은 형이하적이며 인사적인 내용을 많이 포괄하나, 이런 분류는 원칙 차원에서 하는 구분이며, 모든 장의 서술 내용이 전술한 기준에 부합되지는 않는다. 〈계사전〉에서 또 하나 특기할 만한 것은 글의 서술 방식이 저자의 특정한 사상적 관점에 입각하여 수미일관하게 기술되었다는 점이다. 이 같은 〈계사전〉의 특징으로 말미암아 역(易)의 사상적 체계를 수립하는 것이 일견 가능한 듯하나, 체계를 세운다는 것은 역설적이지만 ‘변화의 도’를 체(體)로 삼는 《주역》의 근본 종지에 위배되므로, 주의하여야 한다.

## 문구
- "聖人南面而聽天下，嚮明而治" - 십익(十翼) 설괘 이야자(說卦 離也者)

성인이 불이 (사물을) 밝힘을 보고 천하를 들으니, (이를) 밝음으로 다스린다.

## 참고 문헌
- 이 문서에는 다음커뮤니케이션(현 카카오)에서 GFDL 또는 CC-SA 라이선스로 배포한 글로벌 세계대백과사전의 내용을 기초로 작성된 글이 포함되어 있습니다.
- 본 문서에는 지식을만드는지식에서 CC-BY-SA 3.0으로 배포한 책 소개글을 기초로 작성된 내용이 포함되어 있습니다.
- 중앙일보 - <주역>64괘
- 한겨레 - 주역 ‘정통’ 해석들은 헛소리
- 한겨레:온 - 김상학의 '쉬운 역학(易學)' 25. 주역의 짜임과 괘효사 이야기

## 같이 보기
- 구성학
- 사상의학
- 양택론
- 명리학
- 성명학
- 정역 (역경)(正易) & 김항(김일부)
- 천부삼경(天符三經)
  - 천부경
  - 삼일신고
  - 참전계경
- 천지인
- 음양론
- 원시반본(原始返本)
- 귀장
- 연산
- 갑골문자
- 조선시대의 3대 예언서
  - 격암유록
  - 송하비결
  - 정감록
- 자기동래(紫氣東來)
- 추배도
- 황제지모경(黃帝地母經)